# NGC 7764A/2
NGC 7764A/2 је спирална галаксија у сазвежђу Феникс која се налази на NGC листи објеката дубоког неба.
Деклинација објекта је - 40° 48' 25" а ректасцензија 23h 53m 23,7s. Привидна величина (магнитуда) објекта NGC 7764 износи 14,4 а фотографска магнитуда 15,1. NGC 7764A2 је још познат и под ознакама ESO 293-8, MCG -7-1-1, AM 2350-410, PGC 72762.